# Fred Neil
Fred Neil, né le 16 mars 1936 à Cleveland, dans l'Ohio et mort le 7 juillet 2001, est un auteur-compositeur et chanteur américain de folk. La combinaison de sa voix baryton et sa guitare 12 cordes rendent son style reconnaissable entre tous.

## Biographie
Son père travaille pour la firme de juke-boxes Wurlitzer. Neil voyage en sa compagnie, et c'est de lui qu'il reçoit sa première guitare. Dans les années 1950, il chante dans une chorale gospel, et quitte le domicile familial avant sa vingtième année.
Le 28 octobre 1957, le label Look sort son premier disque, You Ain't Treatin Me Right / Don't Put The Blame On Me. En mars 1958, il débarque à New York grâce à ses éditeurs de St. Petersburg. ABC-Paramount sort son deuxième single Heartbreak Bound / Trav'lin' Man, puis Love's Funny / Secret Secret sort chez Epic. Il devient auteur-compositeur pour l'éditeur Southern Music (à l'instar de Mickey Newbury chez Acuff-Rose Music). Il gagne 40 dollars par semaine. On le retrouve musicien de session pour Paul Anka (guitare sur la chanson Diana) ou encore Bobby Darin (sur la chanson Dream Lover).
L'année suivante, il passe dans le Alan Freed TV show, et collabore à des projets de Mort Shuman et Elvis Presley. Il se représente au Café Wha? de New York en février 1961, puis au Night Owl et au Bitter End, clubs de Greenwich Village, rencontrant Dino Valente, Karen Dalton et Tim Hardin. Bob Dylan fait ses débuts grâce à Fred, qu'il accompagne à l'harmonica. Quatre mois plus tard, on le retrouve au club Potpourri de Montréal. Il continue d'écrire, de composer, signe chez Elektra en 1964, se produit régulièrement au Cafe Wha avec Dino Valenti, et déménage à Coconut Grove en Floride, où il fait partie de la scène folk - dont il est l'un des principaux instigateurs - depuis 1962.
Il signe chez Capitol, du fait des contacts de son manager, Herb Cohen, manager entre autres de Frank Zappa et Tom Waits. Entouré entre autres d'Alan Wilson et du batteur Billy Mundi (musicien de Frank Zappa ou encore Tim Buckley), il enregistre son premier album, Fred Neil, en 1966, et le sort en 1967. Neil obtient un tel succès avec Candy Man qu'il décide de se contenter des royalties qu'il touche, et décide de ne plus travailler que si le besoin financier s'en ressent. Il enregistre en 1967 et 1968 avec Dino Valenti, refuse de chanter à Woodstock en 1969, et décline l'invitation au Johnny Cash Show en 1970. Il ralentit sa carrière, continuant les représentations sur scène au gré de ses envies uniquement, et se consacrant à sa fondation, jusqu'à sa mort, de cause naturelle, le 7 juillet 2001 à Key West dans le comté de Monroe en Floride.

## Carrière
Neil est un musicien accompli, mais très capricieux et instable lorsqu'il s'agit de travailler en studio, trait de caractère qui n'est pas sans conséquences sur sa carrière. Les tensions sont fréquentes avec ses collaborateurs (Vince Martin, avec qui les tensions furent telles que Fred quitta souvent le studio de travail de manière impromptue) : il fut musicien de session, certaines de ses toutes premières œuvres furent enregistrées par Buddy Holly et Roy Orbison, en octobre 1969, Harry Nilsson lui doit sa version de Everybody's Talkin', immense hit lorsqu'il apparut sur la bande originale du film Macadam Cowboy.
Son plus grand succès, Candy Man, est repris en 1961 par Roy Orbison (la chanson  est sortie en 1961 - l'enregistrement date de plus d'un an à l'époque).
Ses albums Bleecker & MacDougal , enregistré sans batterie en 1965, et Fred Neil, ont été composés entre ses séjours à Greenwich Village et à Coconut Grove en Floride. Après Fred Neil, Fred sort un autre album avec le même producteur, intitulé Sessions, parce que les musiciens, enfermés en studio, laissent libre cours à leur créativité, improvisant et créant en direct, avec des magnétophones tournant en continu, des prises de morceaux se faisant en une fois (sans re-recording, ni overdub).
En juin 1972, on le retrouve à faire les chœurs sur deux titres du second album de Stephen Stills et il écrit des notes de pochette pour le second album de Karen Dalton. Parmi les musiciens qui accompagnent Neil, on retrouve notamment Felix Pappalardi, producteur de Cream, à la guitare basse, et John Sebastian du groupe The Lovin Spoonful à l'harmonica.

## Discographie
- 1964 : Tear Down the Walls (Elektra) avec Vince Martin
- 1965 : Bleecker & MacDougal (Elektra) réédité en 1970 sous le nom de  A Little Bit of Rain
- 1967 : Fred Neil (Capitol) réédité en 1969 sous le nom de Everybody's Talkin'
- 1967 : Sessions (Capitol)
- 1971 :  Other Side of This Life (Capitol)

## Postérité
Passionné par les dauphins auxquels il dédie une chanson et le titre d'un album, Fred Neil est cofondateur du The Dolphin Research Project, organisation vouée à la protection des dauphins. En août 2000, The Dolphin Project a sorti un reportage par la réalisatrice Diana Thater.
Ses chansons ont fait l'objet de nombreuses reprises :
- Candy Man par Roy Orbison en 1961,
- Tear Down the Walls par Vince Martin en 1964,
- A Little Bit of Rain par Karen Dalton en 1969 et par Étienne Daho en 2020,
- Everybody's Talkin' par Harry Nilsson en 1969, Stephen Stills en 1991, Jimmy Buffett en 2003, The Beautiful South en 2004, Madeleine Peyroux en 2006,
- The Dolphins par Al Wilson en 1971, Tim Buckley en 1973, Paolo Nutini en 2007, The Third Mind en 2020.